# Þórólfur Árnason
Þórólfur Árnason var borgmester i Reykjavík fra 1. februar 2003 til 1. december 2004 og repræsenterede Selvstændighedspartiet. Þórólfur trådte tilbage i kølvandet på en kontrovers om kommunens samarbejde med olieselskaber, hvor det kom frem, at han var leder af Esso få år tidligere, og måske havde favoriseret selskabet. 

## Uddannelse
Han er uddannet maskiningeniør fra Hafskoli Islands og videreuddannede sig efterfølgende som industri- og erhvervsingeniør fra DTH, hvor hans afgangsprojekt handlede om fremstillingsprocesser i fiskeindustrien.

## Erhvervskarriere
Þórólfur var den første direktør for Tal og administrerende direktør for Icelandic Group. Han blev kåret til "Årets Erhvervsmand" i Island i 2002. Han var administrerende direktør for Skýrr 2006-09, og stod for fusionen mellem Skyrr og LandsteinumStreng, Eskli og Kögun til et nyt selskab, der fortsatte under navnet Skýrr.

## Familie
Han er søn af præsten Árni Pálsson og Rósa Björk Þorbjarnardóttir, samt bror til Þorbjörn Hlynur Árnason, der er provst for Vesturland, spansklæreren Anna Katrín Árnadóttir og Alliancens formand Árni Páll Árnason. Þórólfur er giift med Margréti Baldursdóttir, og de er forældre til Baldur Þórólfsson (født 1985) og Rósa Björk Þórólfsdóttir (født 1988).